# 本特-阿尔内·约翰松
本特-阿尔内·约翰松（瑞典語：Bengt-Arne Johansson，？—），瑞典男子残疾人冰球运动员。他曾代表瑞典参加1994年和1998年冬季残疾人奥林匹克运动会冰橇冰球比赛，获得一枚金牌和一枚铜牌。